# Rémunération des salariés
La rémunération des salariés est un terme d'économie et de statistique utilisé principalement en comptabilité nationale. C'est l'ensemble des rémunérations en espèces et en nature que les employeurs versent à leurs salariés en paiement du travail accompli par ces derniers : salaires et traitements bruts en espèces et en nature, cotisations sociales effectives et imputées à la charge des employeurs.

## Définition
La rémunération des salariés est définie en détail dans le système de comptabilité nationale des Nations unies (2008 SCN), dans le Système européen de comptes (ESA75) et, plus brièvement, par l'Insee.